# Diocesi di Amaia
La diocesi di Amaia (in latino: Dioecesis Amaiensis) è una sede soppressa e sede titolare della Chiesa cattolica.

## Storia
Amaia, corrispondente al villaggio omonimo nell'attuale comune spagnolo di Sotresgudo, fu sede di una diocesi, le cui origini sono incerte. Potrebbe essere stata eretta in occasione della conquista visigotica della Spagna, ai tempi del re Leovigildo (V secolo), oppure potrebbe essere stato l'ultimo avamposto cristiano della Cantabria, ai confini con il califfato di Cordova (VIII secolo). Nessun nome di vescovo è stato tramandato per questa sede.
Dal 1969 Amaia è annoverata tra le sedi vescovili titolari della Chiesa cattolica; dal 16 luglio 2011 il vescovo titolare è Damian Andrzej Muskus, O.F.M., vescovo ausiliare di Cracovia.

## Cronotassi dei vescovi titolari
- Romualdas Krikšciunas † (7 novembre 1969 - 2 novembre 2010 deceduto)
- Damian Andrzej Muskus, O.F.M., dal 16 luglio 2011